# Distretto di Sancos (Huanca Sancos)
Il distretto di Sancos è uno dei quattro distretti della provincia di Huanca Sancos, in Perù. Si trova nella regione di Ayacucho e si estende su una superficie di 1.289,7 chilometri quadrati.

Ha per capitale la città di Huanca Sancos e nel censimento del 2005 contava 4.144 abitanti.